# Nicole (cantante cilena)
Nicole, pseudonimo di Denisse Lillian Laval Soza (Santiago del Cile, 19 gennaio 1977), è una cantautrice cilena.

## Carriera
Ha pubblicato il suo primo album ad appena dodici anni: Tal vez me estoy enamorando è uscito nel 1989. Nel novembre 1994 ha pubblicato Esperando nada, seguito da Sueños en tránsito (1997), disco prodotto da Gustavo Cerati e registrato a Londra. Appare nel film La amiga.
Nel 2002 ha pubblicato Viaje infinito per la Maverick Records uscito anche negli Stati Uniti. Il successivo APT ha ulteriormente ampliato il suo successo.

## Discografia
- Tal vez me estoy enamorando (1989)
- Esperando nada (1994)
- Sueños en tránsito (1997)
- Viaje infinito (2002)
- APT (2006)
- 20 años (2011)
- Panal (2013)